# Брзотин
Брзотин (слч. Brzotín) насељено је мјесто са административним статусом сеоске општине (слч. obec) у округу Рожњава, у Кошичком крају, Словачка Република.

## Становништво
| Година:    | 1994. | 2004.    | 2014.   | 2024.   |
| ---------- | ----- | -------- | ------- | ------- |
| Број људи: | 1132  | 1268     | 1347    | 1360    |
| Разлика:   |       | +12,01 % | +6,23 % | +0,96 % |

| Година:    | 2023. | 2024.   |
| ---------- | ----- | ------- |
| Број људи: | 1357  | 1360    |
| Разлика:   |       | +0,22 % |

Према подацима о броју становника из 2011. године насеље је имало 1.319 становника.